# 帕拉雷
帕拉雷（義大利語：Pallare），是意大利萨沃纳省的一个市镇。总面积21.3平方公里，人口972人，人口密度45.6人/平方公里（2009年）。ISTAT代码为009047。